# Time to Grow
Dedicated – drugi album brytyjskiego piosenkarza Lemara wydany w 2004 roku. Singlem promującym album był utwór "If There's Any Justice".

## Lista utworów
1. "Soulman" - 3:18
2. "Better Than This" - 3:22
3. "I Don't Mind That" - 3:34
4. "What If?" - 4:28
5. "Call Me Daddy" - 3:19
6. "If There's Any Justice" - 3:49
7. "Don't Give It Up" - 3:43
8. "Time to Grow" - 3:43
9. "Complicated Cupid" - 3:37
10. "Maybe Just Maybe" - 3:35
11. "Feels Right" - 4:09
12. "All I Ever Do/My Boo (Part II)" - 4:10
13. "I Believe in a Thing Called Love" - 3:33 (utwór dodatkowy)